# Vils (Danubio)
Il Vils è un fiume della Baviera, in Germania, affluente di destra del Danubio.

## Geografia

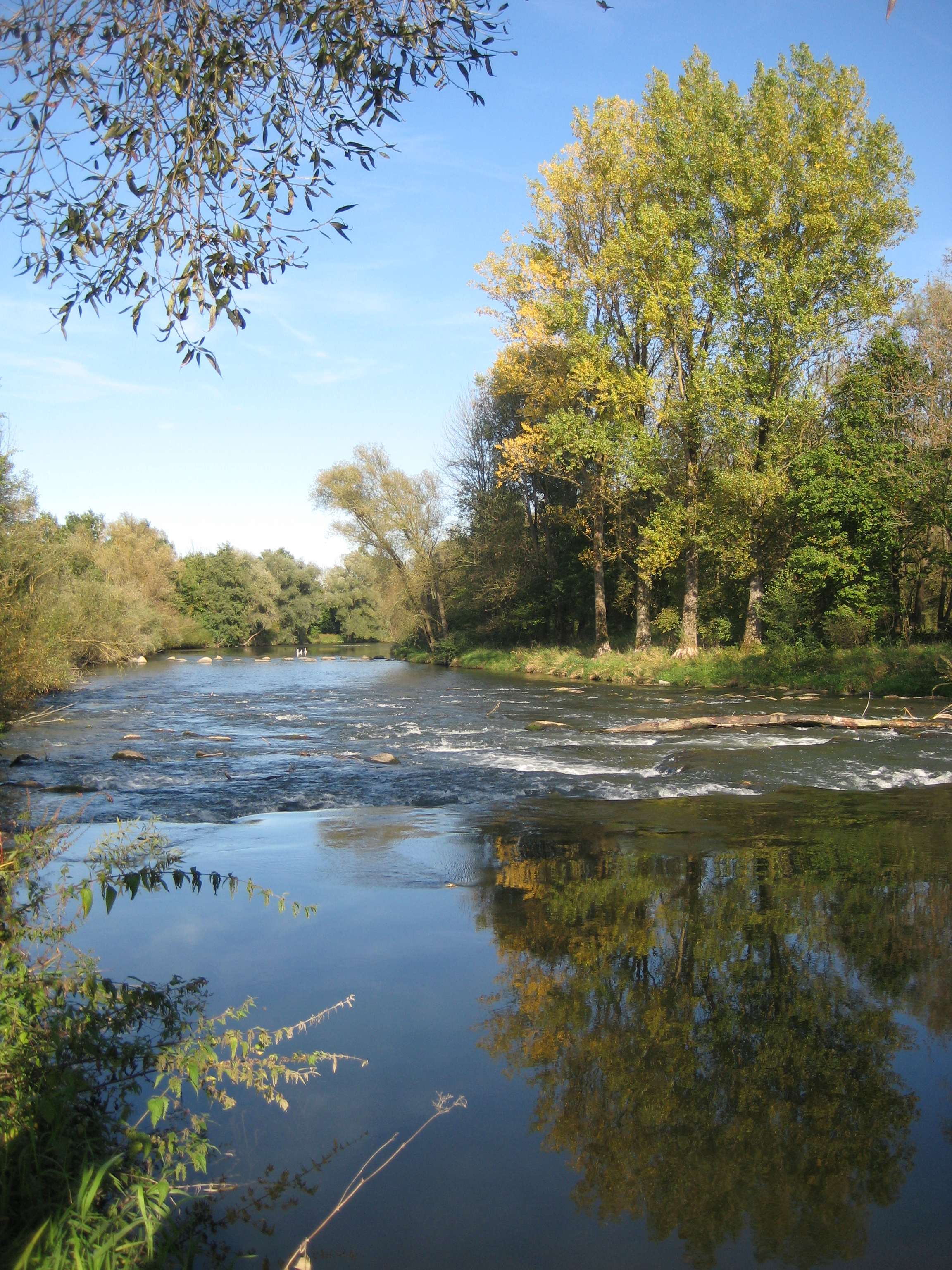
Il Vils nei pressi di Aldersbach.

Il fiume ha origine dalla confluenza di due corsi d'acqua, il Kleine Vils e il Große Vils le cui fonti sono situate nel circondario di Erding nell'Alta Baviera, che si uniscono nel comune di Schalkham, nella Bassa Baviera.
Il corso d'acqua scorre in una zona prevalentemente rurale con alcune centrali idroelettriche lungo il suo corso. A poca distanza dalla foce nel Danubio si trovano i canali artificiali Vilskanal e Altvils che si incrociano più volte con il fiume. Il Vils confluisce nel Danubio a Vilshofen an der Donau a 2249 km dalla foce di quest'ultimo nel Mar Nero.
Lungo i suoi 82 km (110 km includendo il corso del Große Vils) bagna le cittadine di Aham, Frontenhausen, Marklkofen, Reisbach, Eichendorf e Aldersbach; il bacino idrografico si estende per 1445 km².